# Paul Vieuxtemps
Paul Henri Vieuxtemps (thailändisch ปอล ฮองรี วิเยอร์ต๊องส์; * 1. Dezember 1999 in Frankreich) ist ein thailändischer Freestyle-Skier. Er startet hauptsächlich im Slopestyle und im Big Air.

## Biographie
Vieuxtemps wurde als Sohn eines Franzosen und einer Thailänderin in Frankreich geboren, wodurch er neben der thailändischen auch die französische Staatsbürgerschaft besitzt. Sein internationales Debüt feierte er am 15. Januar 2016 bei einem FIS-Wettkampf in Val Thorens. Etwas mehr als ein Jahr später nahm er an seinem ersten internationalen Großereignis, den Juniorenweltmeisterschaften 2017 teil, wobei er im Slopestyle den 23. Platz belegte.
Am 18. November 2017 gab Vieuxtemps in Mailand sein Weltcupdebüt, wobei er mit Platz 13 auf Anhieb Punkte gewinnen konnte. Dies ist bis heute seine beste Weltcupplatzierung.
Seine ersten Weltmeisterschaften bestritt Vieuxtemps 2019 in Park City, Utah. Dort erreichte er den 27. Rang im Big Air.
Als erster thailändischer Sportler konnte Vieuxtemps bei Winter World University Games Medaillen gewinnen. Bei den Wettkämpfen 2023 in Lake Placid gewann er Silber im Big Air und Bronze im Slopestyle.
2025 gewann er bei den Winter-Asienspielen in Harbin Bronze im Slopestyle.

## Erfolge

### Weltmeisterschaften
- Park City 2019: 27. Big Air

### Weltcup
- 3 Platzierungen unter den besten 15

### Juniorenweltmeisterschaften
- Chiesa in Valmalenco 2017: 23. Slopestyle

### Europacup
- 2 Platzierungen unter den besten 10

### Winter World University Games
- Krasnojarsk 2019: 19. Slopestyle
- Lake Placid 2023: 2. Big Air, 3. Slopestyle

### Asienspiele
- Harbin 2025: 3. Slopestyle, 6. Big Air

### Weitere Erfolge
- 5 Podestplätze bei FIS-Wettkämpfen, davon ein Sieg